# Alpheus bellulus
Crevette pistolet tigre
Espèce
Alpheus bellulus est un crustacé décapode rattaché aux crevettes pistolets qui sont membres de la famille des Alpheidae. Son nom vernaculaire est Crevette pistolet tigre.

## Description
Alpheus bellulus peut atteindre une taille adulte comprise entre 4 et 5 cm de long, antennes non comprises. Le corps est robuste et non translucide. La teinte de fond de l'animal varie de blanc jaunâtre à jaune. Les motifs de camouflage présents sur tout le corps sont irréguliers mais symétriques et leur coloration va du brun clair, au brun orangé en passant par le brun-mauve. Les pattes sont rayées de couleurs identiques au corps et hérissées de petites soies.
Les chélipèdes sont également rayées avec une particularité au niveau de la chélipède droite, qui est plus grosse. Cette dernière se révèle être une arme redoutable, car en se refermant très rapidement, elle expulse une bulle d'air vers la proie à plus de 100 km/h et produit ainsi une forte détonation. Cette émission sonique crée une violente onde de choc qui peut tuer ou assommer une proie telle qu'une autre crevette ou un petit poisson.
Les antennes sont rouges.

## Distribution et habitat
Alpheus bellulus se rencontre dans les eaux tropicales de la région Indo-Ouest Pacifique.
Alpheus bellulus affectionne les substrats sableux, vaseux et détritiques dans des eaux peu profonde jusqu'à 20 m[réf. souhaitée].

## Biologie et comportement

### Alimentation
Alpheus bellulus est carnivore et se nourrit de crustacés, de petits poissons passant à sa portée.

### Comportement
Alpheus bellulus vit dans des terriers en symbiose avec certaines espèces de gobies comme Cryptocentrus cinctus, Amblyeleotris guttata ou Stonogobiops yashia. La crevette creuse et entretient les terriers qui servent d'abri pour les deux espèces et le gobie lui sert d'avertisseur en cas de danger car la crevette possède une faible vision.

## Publication originale
- (en) Yasuhiko Miya et Sadayoshi Miyake, « Description of Alpheus bellulus sp. nov. associated with gobies from Japan (Crustacea, Decapoda, Alpheidae) », Publications from the Seto Marine Biological Laboratory, no 16,‎ 1969, p. 307-314 (lire en ligne)